# ジーン (撮影技術会社)
株式会社ジーン（英: Jeen INC.）は、バラエティ番組における再現ドラマや映画製作時に、撮影技術業務を担う技術プロダクションである。

## 所在地
- 東京都渋谷区渋谷2-2-4　青山アルコーブ603

## 役員
- 代表取締役　平尾徹
- 取締役　北村敏彦（株式会社キックファクトリー代表取締役）

## 撮影技術スタッフ
- 栃木光信
- 名取征
- 高橋穣
- 木村優雅
- 三戸健太郎

## 撮影技術協力

### テレビ番組
- 痛快TVスカッとジャパン（フジテレビ）
- 奇跡体験!アンビリバボー（フジテレビ）
- 放送禁止シリーズ（フジテレビ）
- 世界で一番怖い答え（フジテレビ）
- ザ!世界仰天ニュース（日本テレビ）
- 行列のできる相談所（日本テレビ）

### ドラマ
- 七人の夫 劇団ヘラクレスの掟NextStage（東海テレビ）2018年
- アイアムアヒーロー　はじまりの日（dTV）2016年
- シンドラ 集合住宅の恐怖（フジテレビ）2014年

### 映画
- 幽霊はわがままな夢を見る　2024年公開[1]
- ホラーの天使　2016年公開
- 放送禁止 劇場版3「洗脳〜邪悪なる鉄のイメージ〜」　2014年公開
- 不安の種　2013年公開
- カルト　2013年公開
- 秘愛　2013年公開
- さまよう獣　2013年公開
- 行方不明　2012年公開
- 夕の江の街に　2012年公開
- 犬の首輪とコロッケと　2012年公開
- アバター　2011年公開
- パラノーマル・アクティビティ 第2章 TOKYO NIGHT　2010年公開
- 夏休みのような1ヵ月　2008年公開
- 放送禁止 劇場版「密着68日 復讐執行人」　2008年公開